# Song Dae-nam
Song Dae-nam (Koreaans:송대남) (Yongin, 5 april 1979) is een Zuid-Koreaanse judoka. Hij nam eenmaal deel aan de Olympische Spelen. Hij werd bij die gelegenheid olympisch kampioen middengewicht.
Zijn eerste succes boekte hij in 2006 met het winnen van een gouden medaille bij de wereldbekerwedstrijden in Wenen. Op 33-jarige leeftijd maakte hij zijn olympisch debuut. Op de Olympische Zomerspelen 2012 in Londen drong hij door tot de finale waar hij de Cubaan Asley González versloeg en veroverde hiermee het goud. 
Hij is aangesloten bij Namyangju City Hall in Namyang.

## Erelijst
- 2006:  Wereldbeker in Wenen - tot 81 kg
- 2007:  WK in Peking - tot 81 kg
- 2009:  Zuid-Oost Aziatische kampioenschappen - tot 81 kg
- 2010:  Oost Aziatische kampioenschappen - tot 81 kg
- 2010:  Wereldbeker in Praag - tot 81 kg
- 2010:  Wereldbeker in Salvador - tot 81 kg
- 2012:  OS in Londen - tot 90 kg

1964: Isao Okano ·
1972: Shinobu Sekine ·
1976: Isamu Sonoda ·
1980: Jürg Röthlisberger ·
1984: Peter Seisenbacher ·
1988: Peter Seisenbacher ·
1992: Waldemar Legień ·
1996: Jeon Ki-Young ·
2000: Mark Huizinga ·
2004: Zoerab Zviadaoeri ·
2008: Irakli Tsirekidze · 
2012: Song Dae-nam · 
2016: Mashu Baker · 
2020: Lasja Bekaoeri · 
2024: Lasja Bekaoeri